# Professorenroman
Mit Professorenroman bezeichnete man einen besonders in der deutschen Literatur der zweiten Hälfte des 19. Jahrhunderts von Wissenschaftlern hervorgebrachten Typ des kulturhistorischen Romans.
Da die Autoren die Stoffe aus damaliger Sicht nicht ausgeprägt künstlerisch zu gestalten vermochten, galt der Professorenroman in seinem Stil nicht selten als schwülstig und kitschig. Oft auch lähmte eine positivistische Historienschilderung angeblich die Romanhandlung. Die Kritik wurde in abfälliger Weise aus Sicht des Christentums vorgebracht, um die Veröffentlichung einzelner Autoren als Trivialliteratur zu bewerten. Genannt wurden u. a. Felix Dahn, Georg Ebers und Gustav Freytag. Aus heutiger Sicht ist es eine Strömung im Realismus, die eine Kluft zwischen Ästhetik und Ethik zeigt.
Der Begriff hat seine Bedeutung inzwischen weitgehend eingebüßt, da viele Literaturschaffende auch als Hochschullehrer tätig sind und durchaus anerkannt werden. Dazu gehören Adolf Muschg, Bernhard Schlink und Umberto Eco.